# Haroldiataenius buvexus
Haroldiataenius buvexus är en skalbaggsart som beskrevs av Zdzisława Stebnicka och Paul E.Skelley 2009. Haroldiataenius buvexus ingår i släktet Haroldiataenius och familjen Aphodiidae. Inga underarter finns listade i Catalogue of Life.